# Geltendorfer Zug

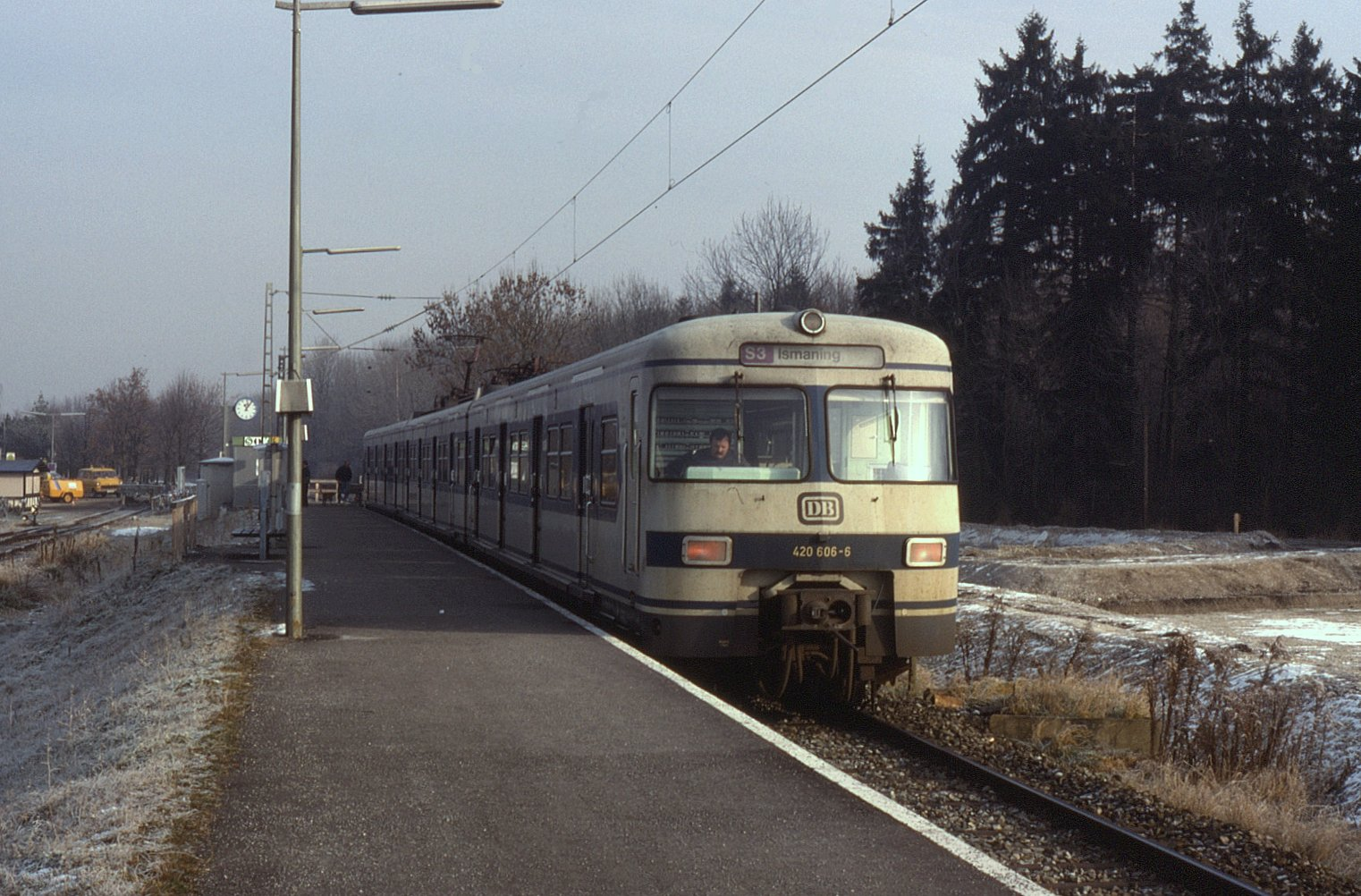
Der Geltendorfer Zug war ein grünblau-kieselgrau lackierter Elektrotriebzug der Baureihe 420 der S-Bahn-München

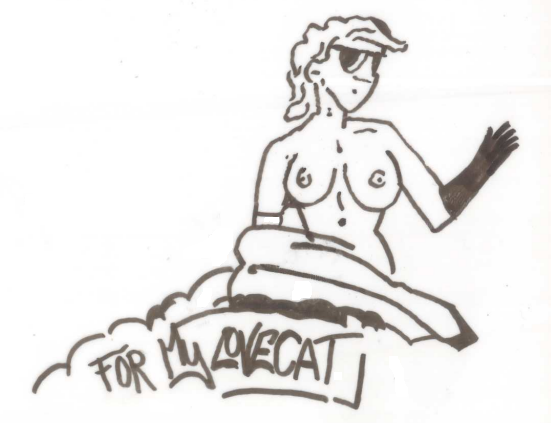
Character „Pin-Up-Girl“ mit Comment „For my Lovecat“ (nur Outline)

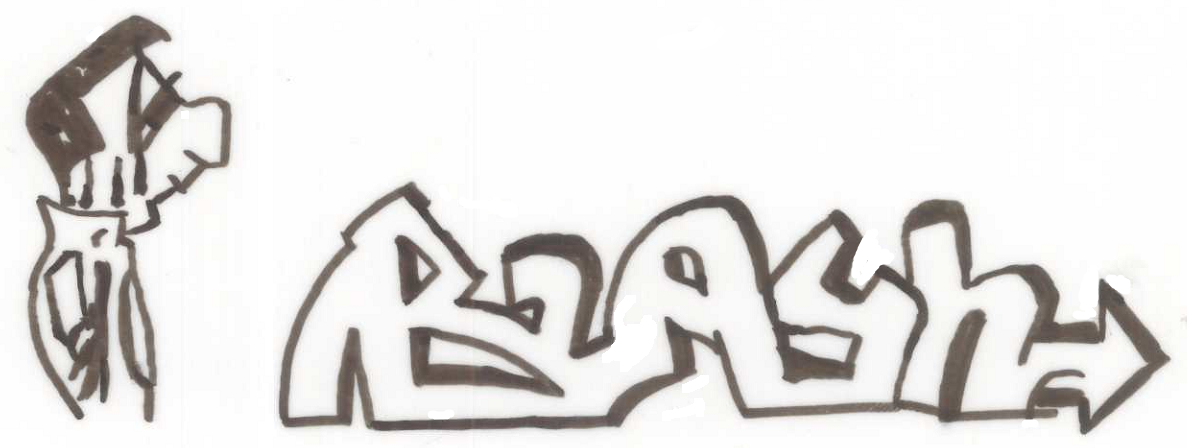
Character mit Schriftzug „Blash“ (nur Outline)

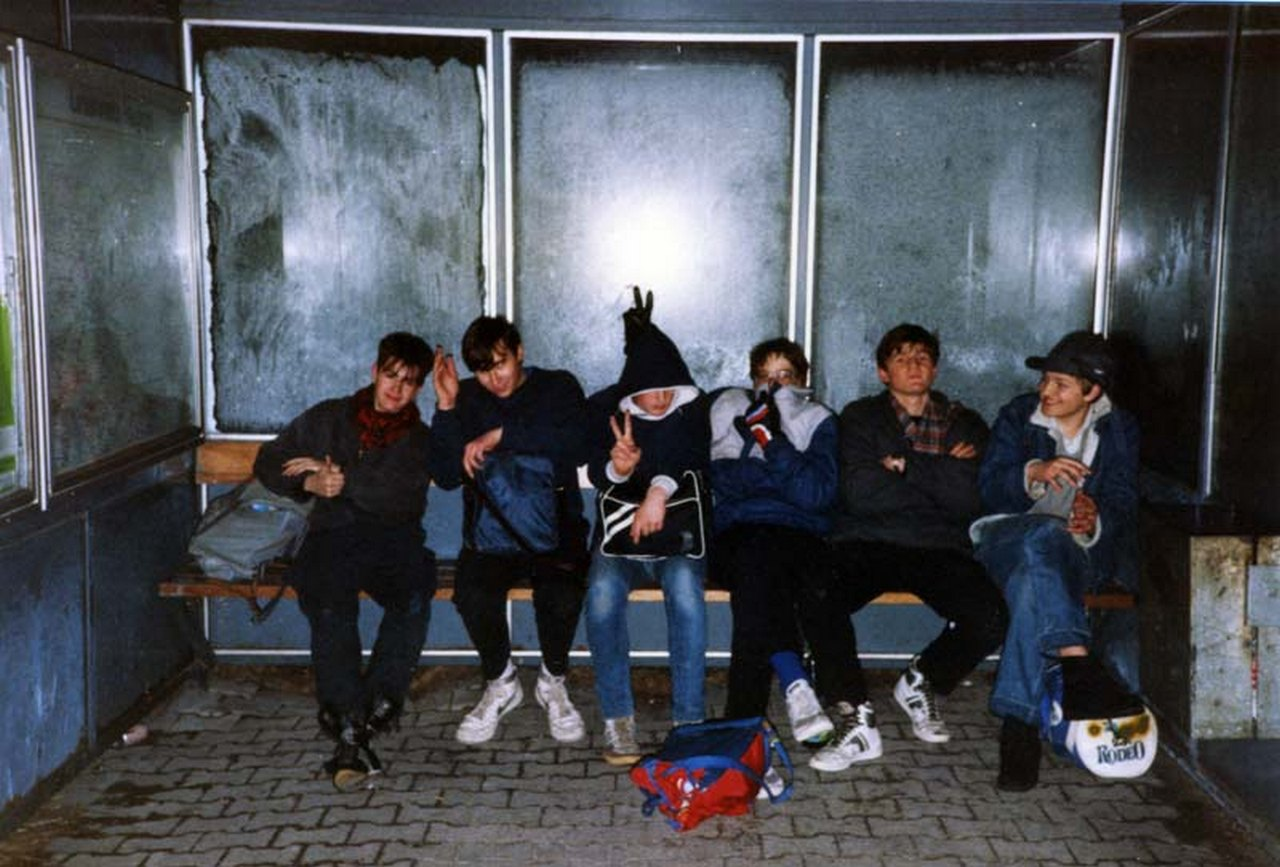
Loomit, Roscoe, Roy, Zip, Blash und Don M. Zaza am Morgen danach am S-Bahnhof Türkenfeld (Cheech H. fotografiert)

Der Geltendorfer Zug (selten auch Geltendorfzug oder Geltendorf-Train) war der erste großflächig mit Graffiti besprühte Zug in Deutschland. Bei dem Bild, das in der Nacht vom 23. auf den 24. März 1985 an einem S-Bahn-Zug auf einem Abstellgleis des Bahnhofs Geltendorf entstand, handelte es sich um ein sogenanntes window-down end to end, also um einen in ganzer Länge unterhalb der Fenster besprühten Zug (siehe auch Graffiti-Jargon). Sieben zum Teil noch minderjährige Jugendliche aus dem Großraum München waren damals an der Erstellung der Graffiti beteiligt. Von offizieller Seite wurde der Sachschaden auf rund 6000 D-Mark beziffert.
Besprüht wurde in der Nacht ein in grünblau-kieselgrauer Pop-Farbgebung lackierter S-Bahn-Zug der Baureihe 420 (ohne Werbeaufdruck) auf einer Länge von etwa 54 Metern. Zu den Motiven des Graffitos zählten unter anderem ein riesiges Krokodil und ein Pin-Up-Girl. Gesprüht wurde das Graffito von Don M. Zaza, Cheech H., Blash, Cryptic2 (heute Loomit), Roy, Roscoe und Zip. Cheech H. hatte bereits im Sommer 1984 ein Panel an einem S-Bahn-Zug in Herrsching gesprüht, dies blieb jedoch ohne juristische Folgen. Zudem wurde es von den anderen Writern nicht wahrgenommen, da die Deutsche Bundesbahn den Zug umgehend reinigte und die Sache unter Verschluss hielt.
Cryptic2 (Mathias Köhler alias Loomit) erinnert sich in einem Interview an die Nacht in Geltendorf:

„Wir sind da nachts unter Güterwaggons in dieses Depot geschlichen und haben 'ne riesengroße Panik geschoben, wenn'n Scheinwerfer kam. Wir wussten ja gar nicht, ob da Heizer langkommen, ob da wer in den Zügen schlafen würde. Zweieinhalb Stunden haben wir gearbeitet. Dann hätt' ich mich kranklachen können. Das war voll der Rausch.“

## Reaktionen und Wirkung
Der Geltendorfer Zug entstand, wie bei Graffiti oft der Fall, um sogenannten Fame (Ruhm) in der damals noch überschaubaren Szene zu erlangen und etwas Neues und Besonderes zu schaffen. Der Zug sollte als rollende Leinwand dienen und damit von möglichst vielen Menschen in der Stadt gesehen werden.
Dieses Ziel wurde jedoch zunächst nicht erreicht, da der Zug am Wochenende nicht zum Einsatz kam. Erst am Beginn der neuen Woche bemerkte der Triebfahrzeugführer beim Abholen des Zuges das Bild und verständigte die Polizei. Die lokale Presse zeigte starkes Interesse an dem Graffito, da es so etwas in dieser Form noch nicht gegeben hatte, und veröffentlichte am Dienstag entsprechende Zeitungsberichte. Der Umgang mit dieser neuen Art von Jugendkultur war in der Berichterstattung nicht eindeutig festgelegt. Zum einen wurde die Tat als „Beschmierung“ und „Schweinerei“ betitelt, zum anderen wurden jedoch häufig Begriffe aus der Kunst-Szene, wie etwa „Gemälde“, „Malerei“ oder „Künstler“, verwendet.

„Münchens größtes Gemälde – ein S-Bahn-Zug“

„Sprühkünstler beschmieren S-Bahn – Auf dem unbewachten S-Bahnhof-Gelände bei Geltendorf beschmierten gestern Sprühkünstler zwei Züge der S 4 mit Ölfarbe – sie wurden Münchens längstes Gemälde (53 Meter): Viele mannshohe Figuren und Worte, Graffiti-Malereien wie in New Yorks U-Bahn.“

Die Polizei und die Deutsche Bundesbahn waren mit dieser neuen Form von Sachbeschädigung zunächst überfordert, da in den Jahren zuvor nur wenige Graffiti an Hauswänden und Brückenpfeilern angebracht wurden. Die Münchner Bahnpolizei gründete deshalb nach der Tat sofort eine Ermittlungskommission, die bald darauf die erste Sonderkommission Graffiti in Deutschland werden sollte. Das anliegende Wäldchen am Geltendorfer Depot wurde von Polizeibeamten auf Spuren durchkämmt. Sichergestellte Deckel von Sprühdosen wurden kriminaltechnisch auf Fingerabdrücke untersucht. Zudem wurde eine Hippiekommune im benachbarten Ort Türkenfeld von der Polizei durchsucht. Nach einhelliger Meinung aller beteiligten Sprüher ging es bei den Ermittlungen nicht mit rechten Dingen zu. So Don M. Zaza (alias Don Karl):

„Die Bahnpolizei hat uns beim Malen legaler Bilder am Dachhauer Flohmarkt observiert. Wir haben die Beamten in Zivil sofort bemerkt. Was wir nicht bemerkten, war, dass sich die Herren ohne Durchsuchungsbefehl Zugang zu nicht öffentlichen Räumen in einem Haus auf dem Gelände verschafften. Wir hatten dort Farben und Zeichnungen gebunkert. Diese Zeichnungen tauchten später als 'anonym zugesandt' in den Ermittlungsakten auf.“

Aufgrund dieser Vorgehensweise und durch Denunziationen in der Szene konnten vier der sieben Jugendlichen rasch von der Polizei ermittelt werden. Das Gericht verhängte anschließend Geldstrafen und ordnete Sozialstunden an. So musste beispielsweise Mathias Köhler 4000 D-Mark Strafe bezahlen und 100 Sozialstunden ableisten.
Nicht nur die breite Öffentlichkeit wurde mit dem Geltendorfer Zug durch die Medienberichte auf das Phänomen Graffiti aufmerksam gemacht (Graffiti waren bis zu diesem Zeitpunkt im Münchner Stadtbild nur selten anzutreffen). Auch in der Szene verfehlte der Zug seine Wirkung nicht. Innerhalb kurzer Zeit brach ein regelrechtes „Zugfieber“ in München los, und neben den bereits erfahrenen Writern widmeten sich nun auch viele Neulinge dem Besprühen von Zügen.